# Saligos
Saligos (gaskognisch Saligòs) ist eine französische Gemeinde mit 89 Einwohnern (Stand 1. Januar 2022) im Département Hautes-Pyrénées in der Region Okzitanien; sie gehört zum Arrondissement Argelès-Gazost und zum Kanton La Vallée des Gaves.

## Lage
Saligos liegt im Süden des Département Hautes-Pyrénées rund 39 km (Luftlinie) südsüdwestlich von Tarbes. Der Ort liegt am westlichen Abhang des Bergs Soum de Nère (2390 m. ü. M.) östlich des Flusses Gave de Gavarnie im Nationalpark Pyrenäen.
Die Gemeinde besteht aus den Dörfern Saligos und Vizos, zwei Campingplatzsiedlungen am Fluss, einigen Kleinsiedlungen und Einzelgehöften.

## Geschichte
Im frühen Mittelalter wechselte die Herrschaft häufig (Westgoten, Basken, Franken, Sarazenen). Danach war der Ort jahrhundertelang unter der Herrschaft des Königreichs Aquitanien respektive des Herzogtums Gascogne. Von 900 bis 1609 gab es eine Grafschaft Bigorre innerhalb der vorgenannten Gebiete. Im Hundertjährigen Krieg war Saligos manchmal unter englischer, manchmal unter französischer Herrschaft. Von 1425 bis 1609 gehörte der Ort als Teil der Grafschaft Bigorre zur nur lose mit Frankreich verbundenen Grafschaft Foix. Weil der letzte Herrscher dieser Grafschaft, König Heinrich II. aus dem Hause Bourbon, 1589 den Thron von Frankreich (als Heinrich IV.) bestieg, waren die Orte der Region von 1609 bis 1789 Krondomäne. Die Gemeinde gehörte von 1793 bis 1801 zum District Argelès. Zudem war sie von 1793 bis 2015 Teil des Kantons Luz-Saint-Sauveur. Mit Ausnahme der Jahre von 1926 bis 1942 (Arrondissement Bagnères) war Saligos seit 1801 verwaltungstechnisch Teil des Arrondissements Argelès-Gazost. Erste namentliche Erwähnung als Saligos im Kopialbuch von Bigorre im 12. Jahrhundert.
Am 1. Januar 2017 wurde die Gemeinde Vizos eingegliedert.

## Bevölkerungsentwicklung
| Jahr                       | 1962 | 1968 | 1975 | 1982 | 1990 | 1999 | 2011 | 2020 |
| Einwohner                  | 109  | 99   | 91   | 82   | 84   | 80   | 93   | 98   |
| Quellen: Cassini und INSEE |      |      |      |      |      |      |      |      |

Im 19. Jahrhundert zählte der Ort meist über 200 Einwohner. Die zunehmende Mechanisierung der Landwirtschaft führte zu einem kontinuierlichen Absinken der Einwohnerzahlen bis auf die Tiefststände in neuerer Zeit.

## Sehenswürdigkeiten
- Kirche Saint-Pierre aus dem 12. Jahrhundert
- Wegkreuz Croix de Gardette nördlich des Dorfs
- ehemaliges Waschhaus

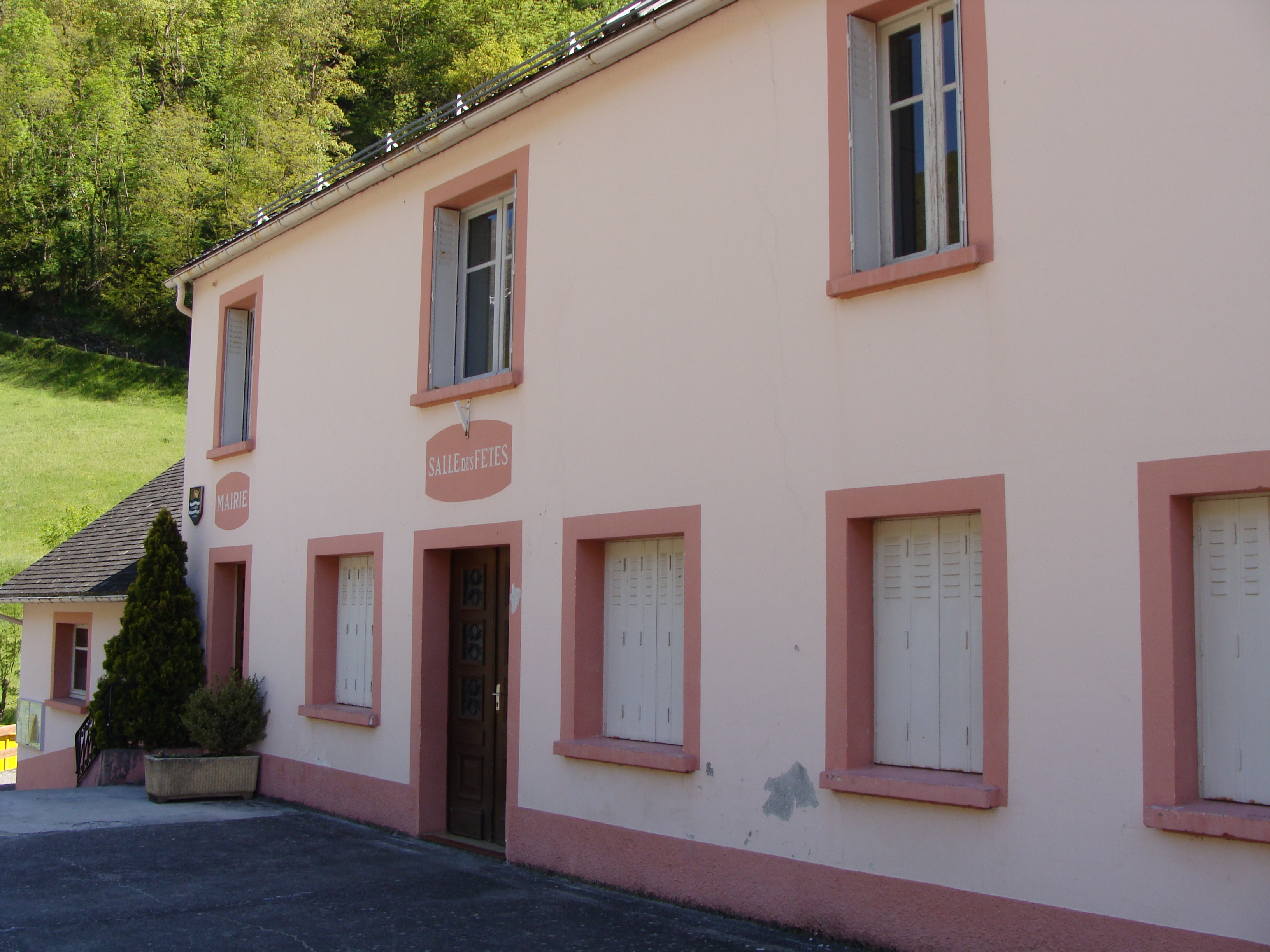
Mairie (Rathaus) von Saligos
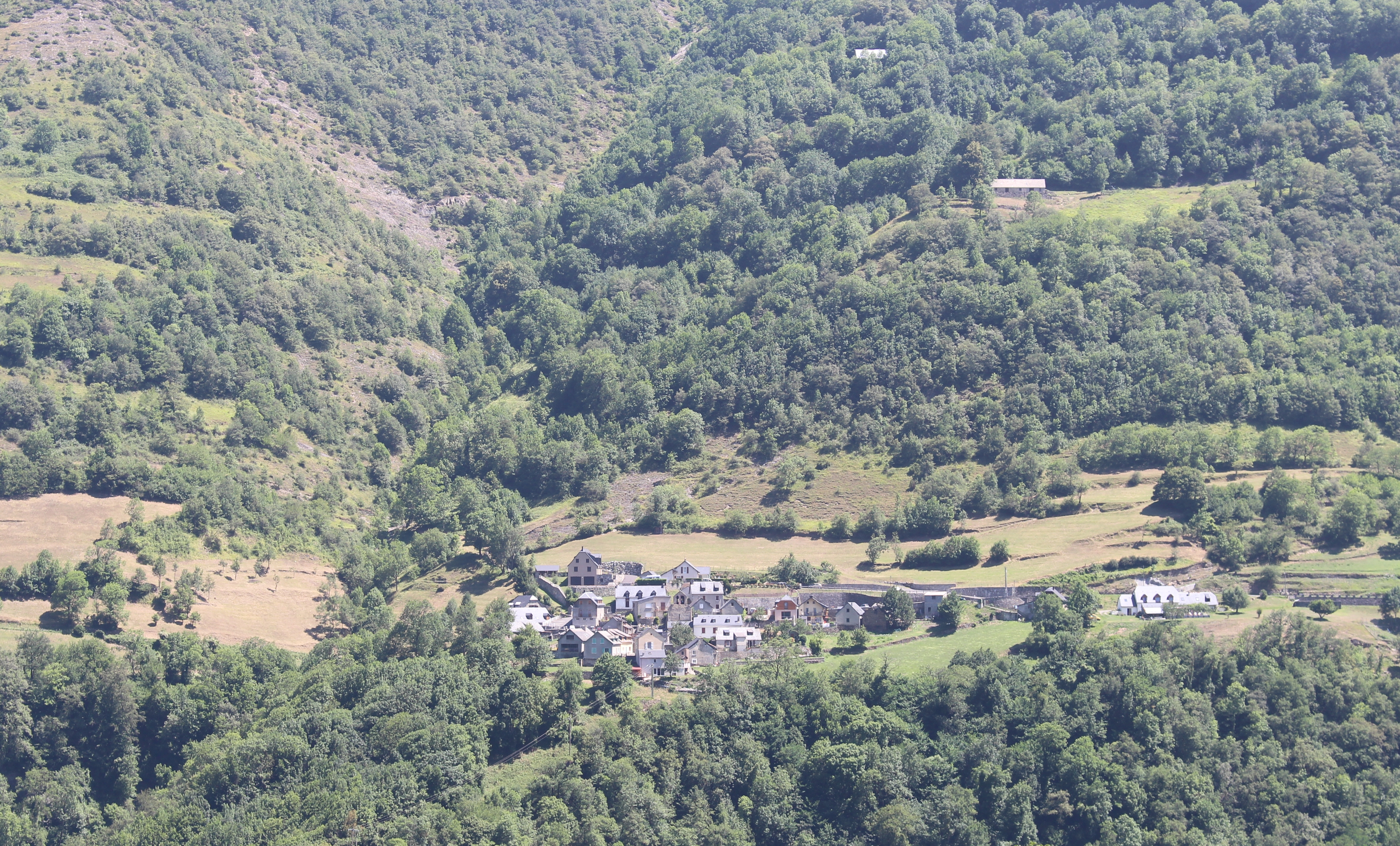
Luftansicht von Vizos
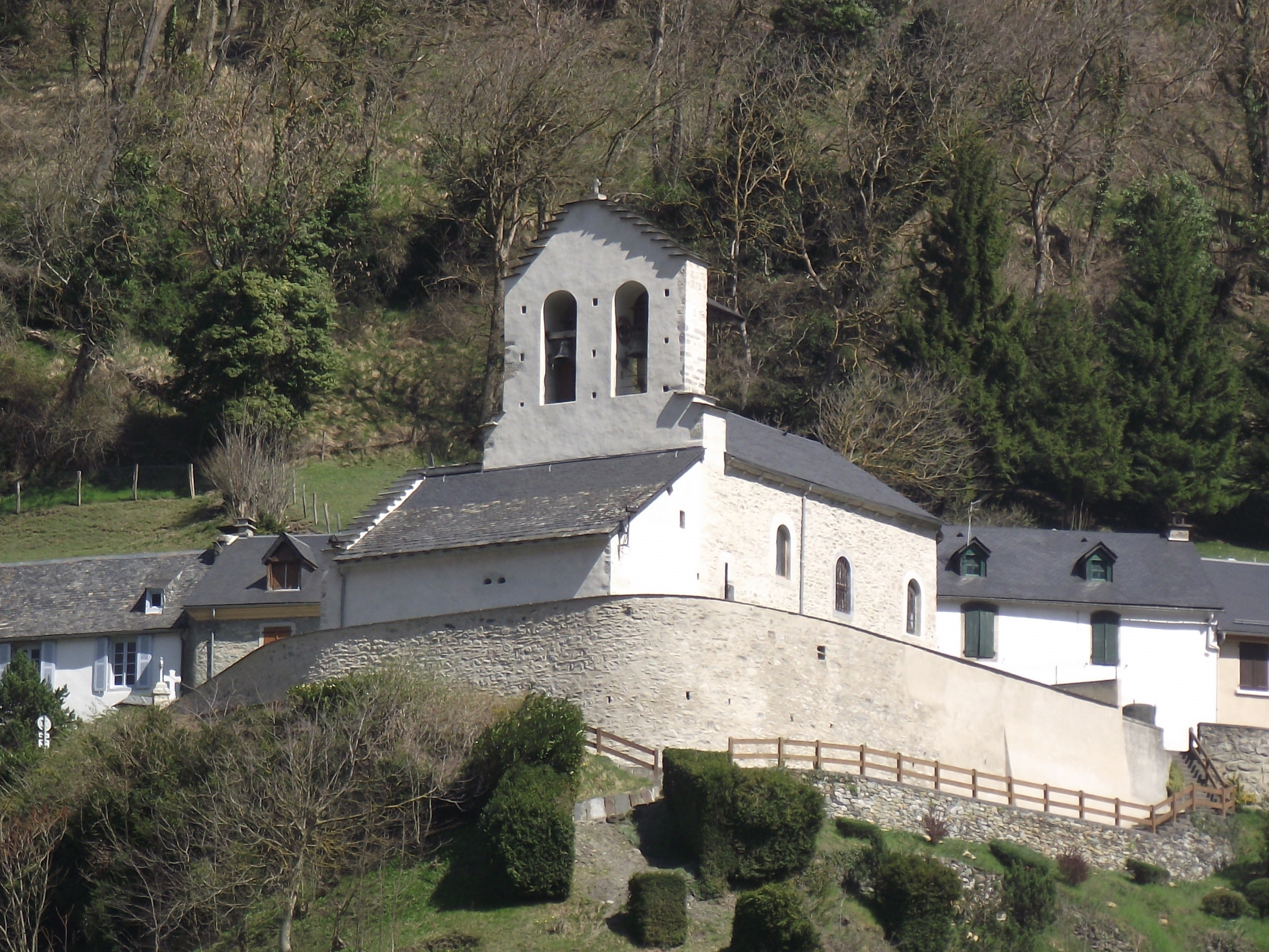
Kirche Saint-Pierre
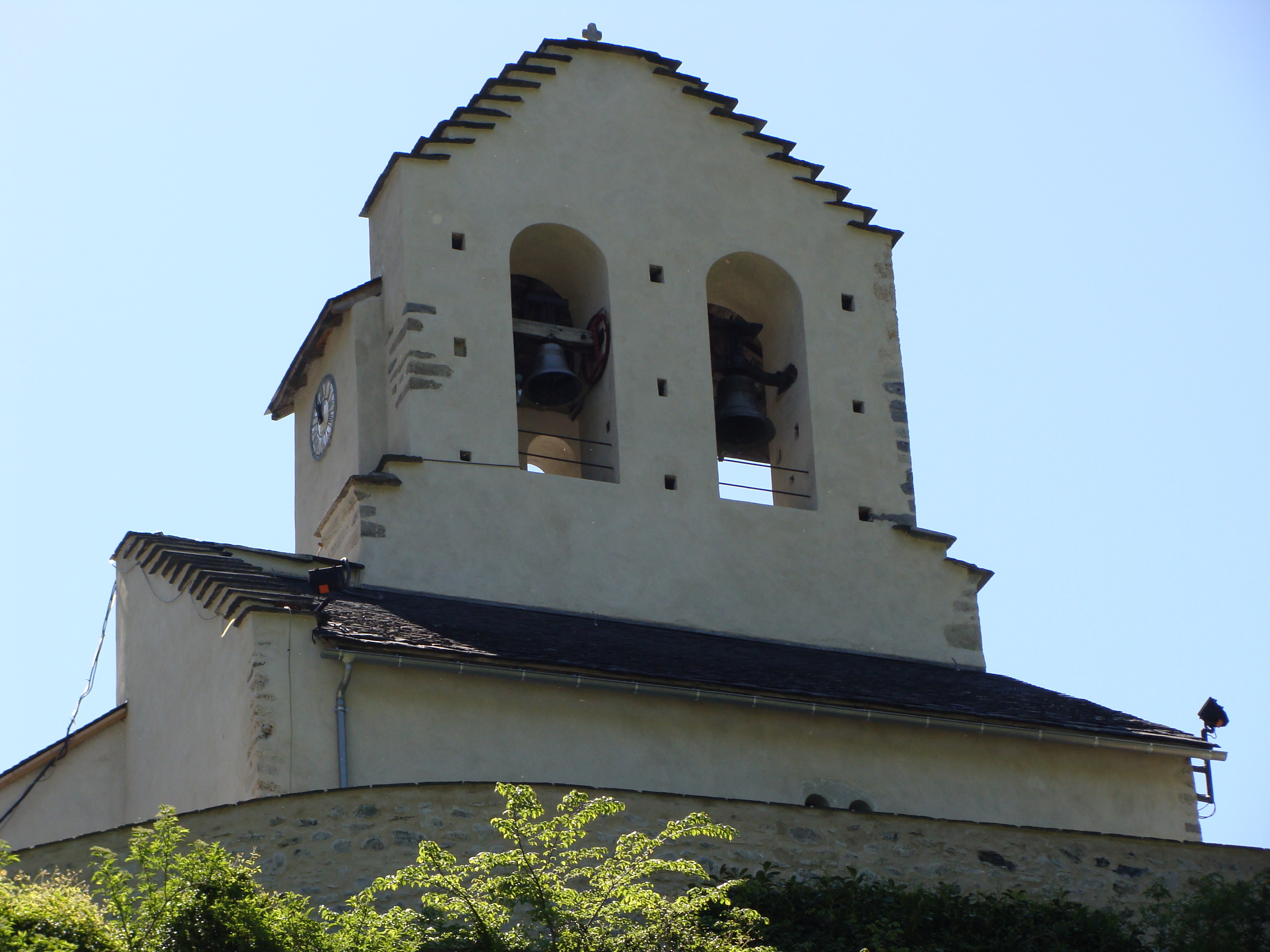
Glockenturm der Kirche Saint-Pierre
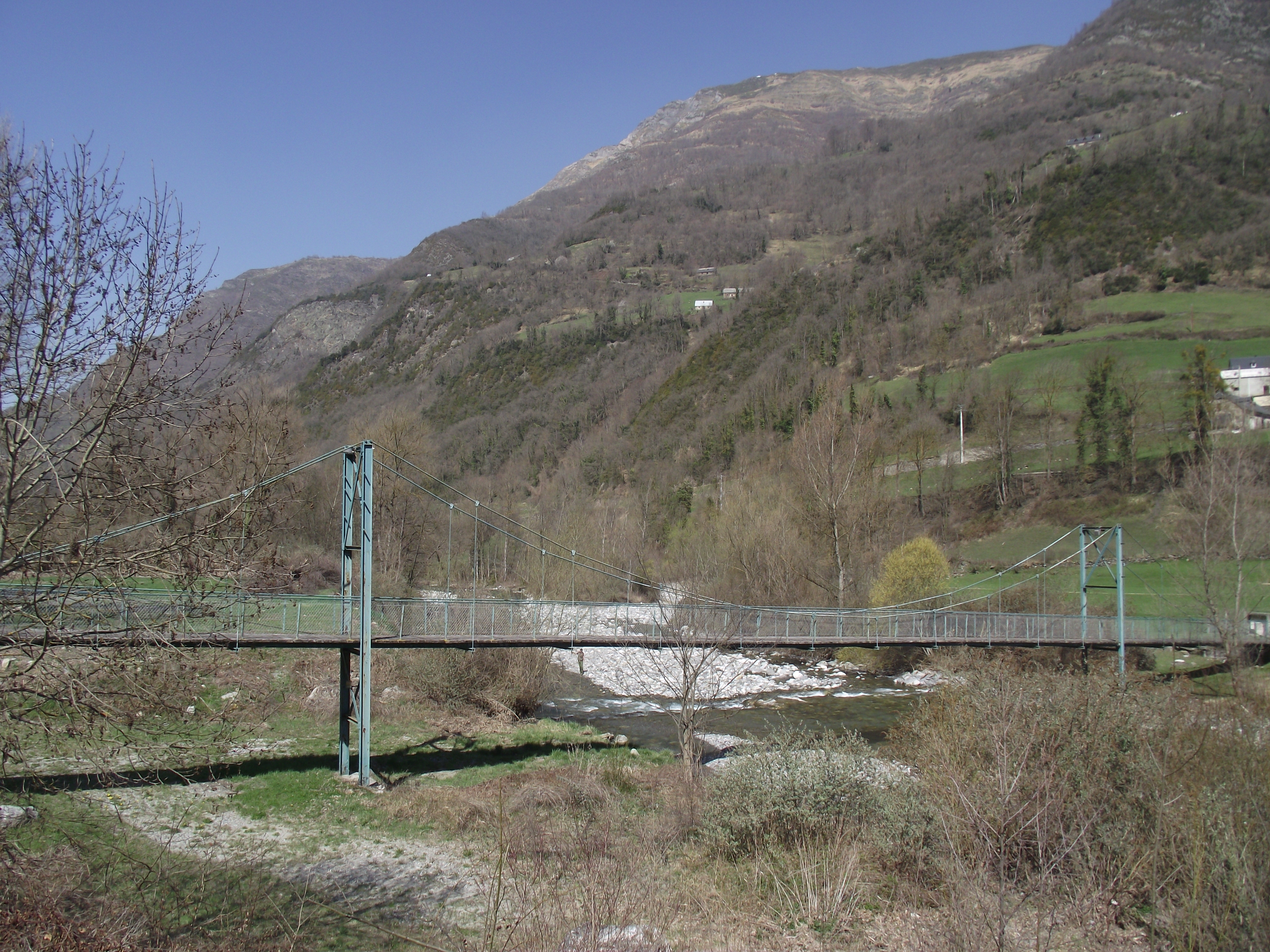
Passerelle über den Gave de Gavarnie